# Apagón de Tenerife de 2019
El apagón de Tenerife de 2019 fue un corte del suministro eléctrico que afectó a toda la isla de Tenerife el 29 de septiembre de 2019. Los medios de comunicación se refirieron al evento como «el mayor apagón de la década».

## Causas y efectos
El suceso se produjo a las 13:11 horas de la tarde del domingo 29 de septiembre de 2019, concretamente en la subestación de Granadilla de Abona en el sur de Tenerife, la cual es operada por las compañías Unelco Endesa y Red Eléctrica de España. Se produjo un cero energético dejando sin luz a toda la isla, la cual tiene más de 900.000 habitantes. Al día siguiente del evento, la empresa Endesa aseguraría que el apagón fue ajeno a la compañía.

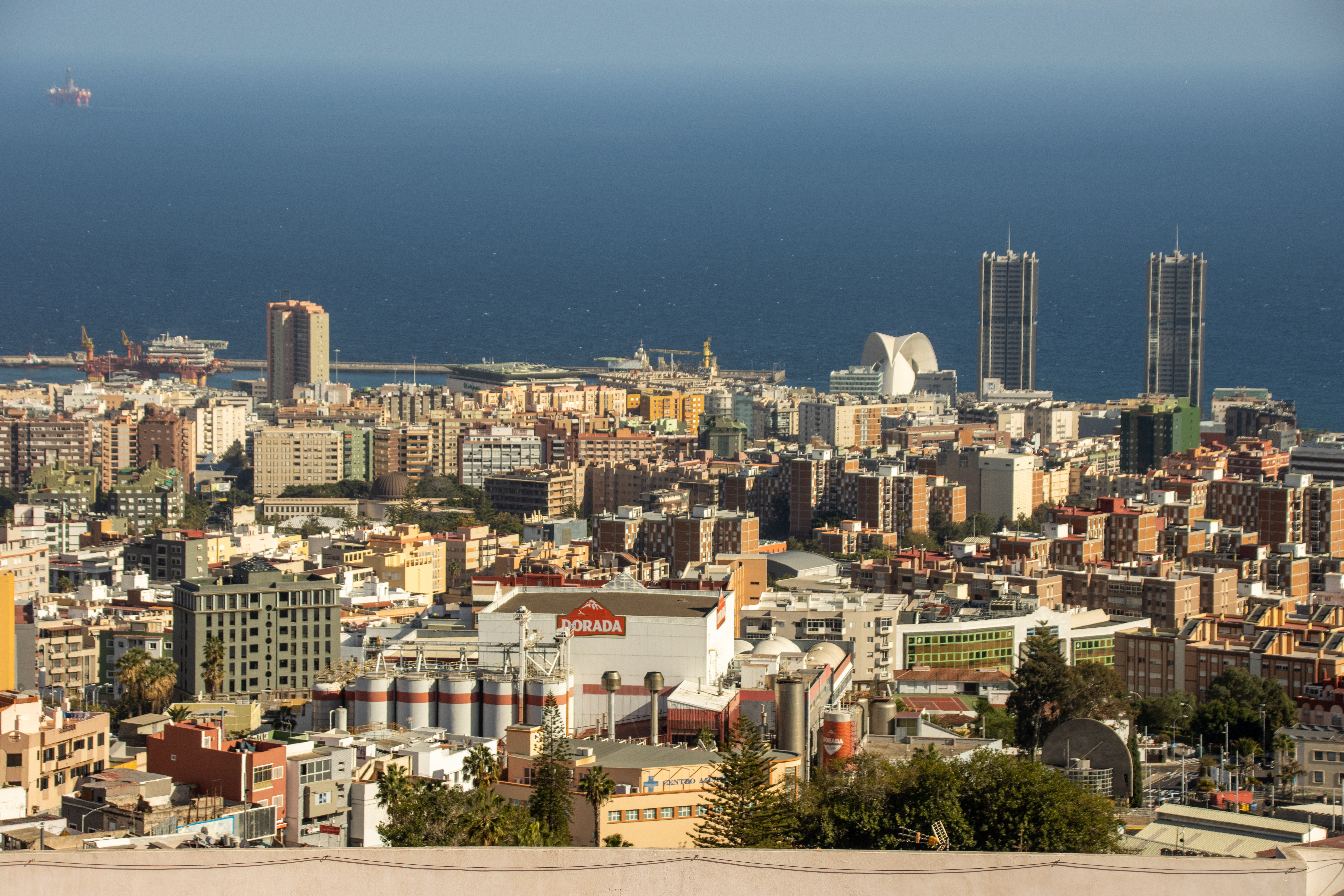
Panorámica de la ciudad de Santa Cruz de Tenerife, una de las zonas más afectadas.

En las primeras horas tras el apagón se recibieron 150 llamadas y realizándose decenas de servicios de urgencia, la mayoría personas que se habían quedado atrapadas en ascensores. Se produjeron más de 30 rescates de este tipo, fundamentalmente en la capital, Santa Cruz de Tenerife. Las alarmas de viviendas y de algunos comercios comenzaron a sonar. No se produjeron incidencias en las carreteras, pero el Tranvía de Tenerife interrumpió su frecuencia durante horas en el área metropolitana de la isla. Los dos aeropuertos de Tenerife siguieron operando con grupos electrógenos propios. Los hoteles turísticos del sur tampoco se vieron afectados, pues contaban con generadores capaces de funcionar durante varias horas.
El apagón también produjo importantes problemas de conectividad en la telefonía, las líneas se saturaron y el sistema colapsó dejando a la isla prácticamente incomunicada. Sobre las 21:00 horas de la tarde se restableció el 70% del suministro y para las 22:15 horas de la noche se había recuperado prácticamente todo el suministro, tras nueve horas de apagón.
Debido a este gran apagón, el Gobierno de Canarias abrió un expediente a las compañías eléctricas para que asumieran sus responsabilidades. El evento tuvo repercusión en los medios de comunicación nacionales e internacionales y personalidades políticas de España, como Albert Rivera (Ciudadanos) y Pablo Casado (Partido Popular), expresaron sus deseos de un feliz término del cero energético de Tenerife.

## Investigaciones

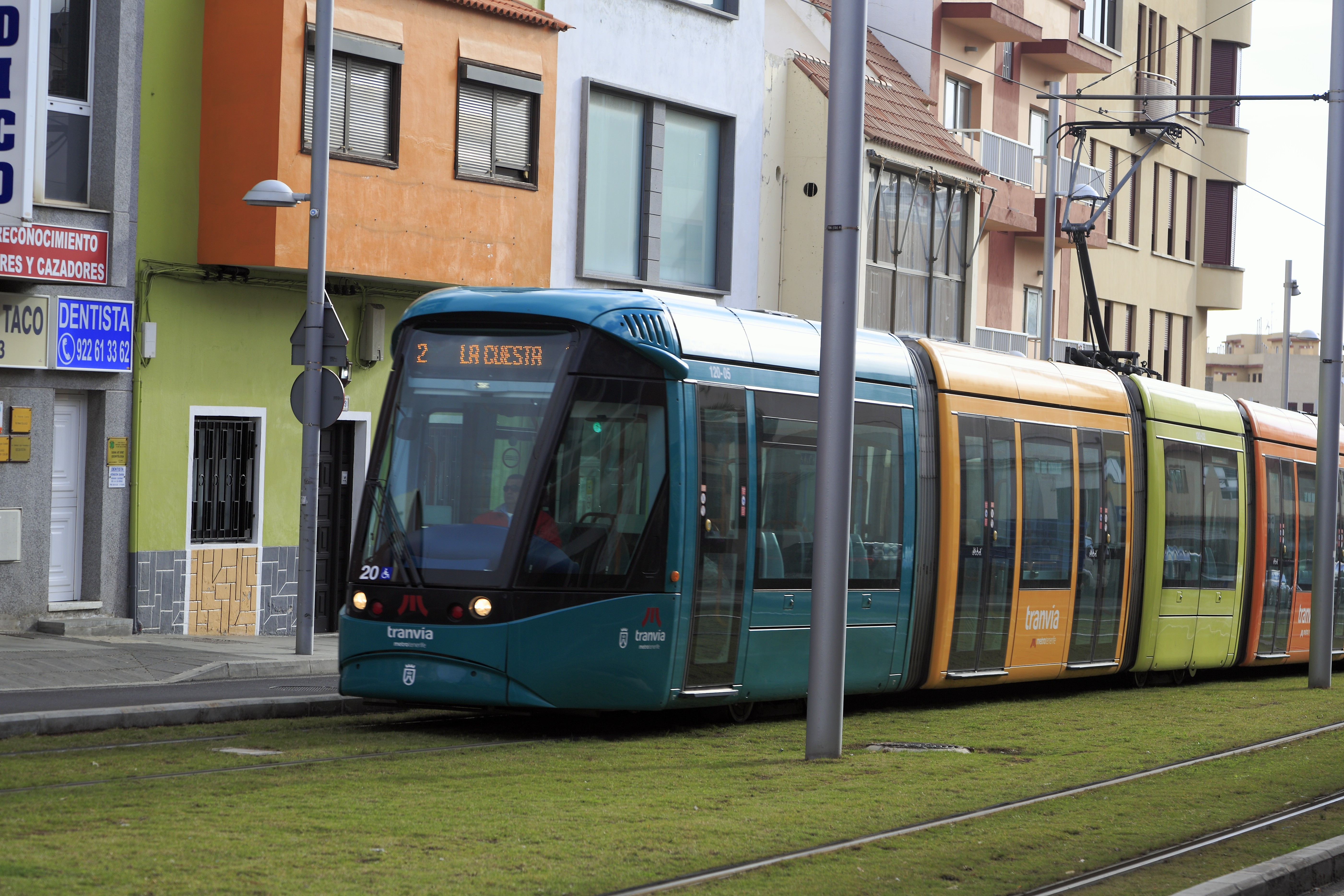
El servicio del Tranvía de Tenerife fue uno de los más afectados por el apagón. Muchos tranvías quedaron varados en las calles.

En diciembre de 2019, varios científicos especularon con la posibilidad de que el gran apagón se debiera a una tormenta solar. Según Consuelo Cid, responsable del Servicio Nacional de Meteorología Espacial y un grupo de investigadores de la Universidad de Alcalá, dos días antes del cero energético en Tenerife se produjo un aumento considerable del viento solar. Por su parte, el director de Operación de Red Eléctrica, Tomás Domínguez dijo que se seguiría investigando el incidente.
El 2 de junio de 2020 se publicó en el órgano de la American Geophysical Union (AGU), un artículo en el que se presenta una teoría que ligaría la causa del apagón de 2019 a la actividad volcánica del Teide.

## Cero energético en 2020
El miércoles 15 de julio de 2020 sucedió otro cero energético que también afectó a toda la isla, el segundo en menos de un año. Si bien en esta ocasión el apagón duró menos horas que el de septiembre de 2019, sin embargo este se produjo a mitad de semana, en jornada laboral. El apagón se registró a las 9:45 de la mañana y se repuso a las 14:00 horas de la tarde (si bien no totalmente).
Ante la interrupción del funcionamiento de los semáforos la policía local reguló el tráfico, por su parte los bomberos realizaron asistencias técnicas relacionadas principalmente con gente que se había quedado atrapada en los ascensores. En el área metropolitana de la isla el servicio del Tranvía de Tenerife se detuvo, provocando episodios de caos en el tráfico, debido a que algunas unidades bloqueaban calles.
Según explicó en rueda de prensa el consejero de Transición Ecológica del Gobierno de Canarias, José Antonio Valbuena, la causa de este nuevo cero energético en la isla se debió a una avería en un generador de la central térmica de Granadilla de Abona que colapsó.